# سسنیا
سسنیا (به اسپانیایی: Seseña) یک شهرستان در اسپانیا است که در استان تولدو واقع شده‌است.

## خصوصیات
سسنیا ۷۲٫۶۸ کیلومترمربع مساحت و ۱۹٬۱۰۹ نفر جمعیت دارد و ۵۹۸ متر بالاتر از سطح دریا واقع شده‌است.